# Митрополія
Митропо́лія, або митрополічне середовище в християнстві — область, що перебуває в канонічній владі митрополита; зазвичай складається з декількох єпархій, об'єднаних у так зване митрополічне середовище. У стародавній церкві йменувалася ἤ ἐπαρχία. Іноді митрополією називають місто, у якому живе митрополит.

## В історії церкви в Україні
Переважно застосовується до періоду історії церкви від заснування (кінець X) до кінця XV століття, коли Українська церква була Київською митрополією у юрисдикції Константинопольської церкви; а також Києво-Литовської митрополії в юрисдикції волосного управителя Константинопольського престолу до 1687 року, тобто до її поглинання самопроголошеним Московським патріархатом.

## У сучаснійкатолицькій церкві
Також провінція — об'єднання декількох дієцезій і архідієцезій, очолюване архієпископом — митрополитом. До складу митрополії обов'язково має входити щонайменше одна архідієцезія (можливо й більше). Центр митрополії обов'язково збігається із центром архідієцезії. Три архієпископи — митрополити в латинському обряді Католицької церкви історично носять титул Патріарха (Патріарх Венеції, Патріарх Лісабона і Патріарх Єрусалима).